# Linea Shinjuku
La linea Shinjuku (新宿線?, Shinjuku-sen), ufficialmente Line No.10 - Toei Shinjuku Line, è una delle linee della metropolitana di Tokyo, gestita dalla Toei, l'ufficio dei trasporti del governo metropolitano di Tokyo.
È contrassegnata dal colore chartreuse, soprannominato nelle mappe leaf (letteralmente in italiano: foglia), e le sue stazioni assumono una sigla in codice composta dalla lettera S seguita dal numero progressivo della stazione. La linea attraversa da est a ovest la città di Tokyo, collegandola con Ichikawa nella prefettura di Chiba. A Shinjuku, il capolinea occidentale, la maggior parte dei treni continuano fino alla stazione di Sasazuka sulla nuova linea Keiō e alcuni proseguono sino a Sagamihara.

## Storia
La linea fu inaugurata il 21 dicembre 1978 con il segmento Iwamotochō – Higashi-ōjima. Due anni dopo, la linea fu estesa ad ovest fino all'attuale capolinea occidentale di Shinjuku. I servizi diretti con le ferrovie Keio iniziarono nello stesso anno.
Il completamento della linea è avvenuto il 19 marzo 1989 con l'estensione all'attuale capolinea orientale di Motoyawata.

## Caratteristiche
La linea è stata costruita con il particolarissimo scartamento di 1.372 mm per permettere i servizi diretti sulla rete delle ferrovie Keiō. La linea è ufficialmente chiamata dal Ministro dei Trasporti come linea 10.
Secondo l'Ufficio dei Trasporti della Metropoli di Tokyo, la linea al 2009 era la terza linea metropolitana più utilizzata della città (e la prima per affollamento tra le quattro linee Toei), con una saturazione del 181%.
La linea dispone anche di un servizio espresso, i cui treni saltano alcune stazioni minori. Quasi tutti i treni espressi continuano sulle linee Keiō.

## Stazioni
| Numero stazione | Stazione          | Giapponese | Distanza (km) | Distanza (km) | Espresso | Collegamenti | Posizione | Posizione |
| Numero stazione | Stazione          | Giapponese | Interstazione | Totale        | Espresso | Collegamenti | Posizione | Posizione |
| --------------- | ----------------- | ---------- | ------------- | ------------- | -------- | --- | --------- | --------- |
|                 | Shinjuku          | 新宿       | -             | 0.0           | ●        | Linea Marunouchi (M-08) Linea Ōedo (E-27, Shinjuku-Nishiguchi: E-01) ■ Linea Chūō Rapida ■ Linea Chūō-Sōbu ■Linea Yamanote ■ Linea Saikyō ■ Linea Shōnan-Shinjuku ■ Linea Odakyū Odawara ■ Linea Keiō ■ Nuova linea Keiō (servizio diretto) ■ Linea Seibu Shinjuku | Shinjuku  | Tokyo     |
|                 | Shinjuku-sanchōme | 新宿三丁目 | 0.8           | 0.8           | ｜       | Linea Marunouchi (M-09) Linea Fukutoshin (F-13) | Shinjuku  | Tokyo     |
|                 | Akebonobashi      | 曙橋       | 1.5           | 2.3           | ｜       | | Shinjuku  | Tokyo     |
|                 | Ichigaya          | 市ケ谷     | 1.4           | 3.7           | ●        | ■ Linea Chūō-Sōbu Linea Yūrakuchō (Y-14) Linea Namboku (N-09) | Chiyoda   | Tokyo     |
|                 | Kudanshita        | 九段下     | 1.3           | 5.0           | ｜       | Linea Hanzōmon (Z-06) Linea Tōzai (T-07) | Chiyoda   | Tokyo     |
|                 | Jimbōchō          | 神保町     | 0.6           | 5.6           | ●        | Linea Mita (I-10) Linea Hanzōmon (Z-07) | Chiyoda   | Tokyo     |
|                 | Ogawamachi        | 小川町     | 0.9           | 6.5           | ｜       | Linea Chiyoda (Shin-Ochanomizu: C-12) Linea Marunouchi (Awajichō: M-19) | Chiyoda   | Tokyo     |
|                 | Iwamotochō        | 岩本町     | 0.8           | 7.3           | ｜       | | Chiyoda   | Tokyo     |
|                 | Bakuro-yokoyama   | 馬喰横山   | 0.8           | 8.1           | ●        | Linea Asakusa (Higashi-Nihombashi: A-15) ■ Linea Sōbu Rapida (Bakurochō) | Chūō      | Tokyo     |
|                 | Hamachō           | 浜町       | 0.6           | 8.7           | ｜       | | Chūō      | Tokyo     |
|                 | Morishita         | 森下       | 0.8           | 9.5           | ●        | Linea Ōedo (E-13) | Kōtō      | Tokyo     |
|                 | Kikukawa          | 菊川       | 0.8           | 10.3          | ｜       | | Sumida    | Tokyo     |
|                 | Sumiyoshi         | 住吉       | 0.9           | 11.2          | ｜       | Linea Hanzōmon (Z-12) | Kōtō      | Tokyo     |
|                 | Nishi-ōjima       | 西大島     | 1.0           | 12.2          | ｜       | | Kōtō      | Tokyo     |
|                 | Ōjima             | 大島       | 0.7           | 12.9          | ●        | | Kōtō      | Tokyo     |
|                 | Higashi-ōjima     | 東大島     | 1.2           | 14.1          | ｜       | | Kōtō      | Tokyo     |
|                 | Funabori          | 船堀       | 1.7           | 15.8          | ●        | | Edogawa   | Tokyo     |
|                 | Ichinoe           | 一之江     | 1.7           | 17.5          | ｜       | | Edogawa   | Tokyo     |
|                 | Mizue             | 瑞江       | 1.7           | 19.2          | ｜       | | Edogawa   | Tokyo     |
|                 | Shinozaki         | 篠崎       | 1.5           | 20.7          | ｜       | | Edogawa   | Tokyo     |
|                 | Motoyawata        | 本八幡     | 2.8           | 23.5          | ●        | ■ Linea Chūō-Sōbu Linea principale Keisei (stazione di Keisei-Yawata) | Ichikawa  | Chiba     |